# デアゴスティーニ
デアゴスティーニ S.p.A.（De Agostini S.p.A.）は、イタリアの出版社。パートワーク方式の分冊百科の出版をおこなっている。
1901年創業、1955年設立。日本法人はデアゴスティーニ・ジャパン。

## 沿革
- 1901年 地理学者ジョヴァンニ・デ・アゴスティーニ（Giovanni De Agostini）が、ローマに地理学研究所を創設。『アトランテ・スコラスティコ・モデルノ』（学校用近代地図）を発行。
- 1904年 「カレンダーリオ・アトランテ」（地図年表）を出版。
- 1906年 25万分の1イタリア地図を作成。
- 1908年 ローマからノヴァーラに移転。
- 1922年 「グランデ・アトランテ・ジェオグラフィコ」（大地図集成）を出版。
- 1959年 パートワーク形式の出版物第1号「イル・ミリオーネ」を出版。
- 1988年 日本市場に進出した。

## 世界展開
インターナショナル本社 De Agostini UK Ltd がイギリス・ロンドンにある。世界33ヶ国に進出している。